# ジョシュア・マリーナ
ジョシュア・マリーナ（Joshua Malina、1966年1月17日 - ）は、アメリカ合衆国の俳優。
出身地 ： アメリカ　ニューヨーク州ニューヨーク市

## 出演作品
- スキャンダル2 託された秘密（デイヴィッド・ローゼン）
- スキャンダル 託された秘密（デイヴィッド・ローゼン）
- ファースト・タイム 素敵な恋の始め方 The First Time (2012) - ミスター・ミラー
- ビッグバン★セオリー　ギークなボクらの恋愛法則 シーズン5
- アメリカン・ホラー・ストーリー
- ビッグバン★セオリー　ギークなボクらの恋愛法則 シーズン4
- プライベート・プラクティス4
- ＣＳＩ：マイアミ9
- ザ・プロテクター/狙われる証人たち シーズン3（ピーター・アルパート）
- サイク/名探偵はサイキック? シーズン4（スチュワート・ギンブリー）
- Dr.HOUSE　―ドクター・ハウス― シーズン6
- ＢＯＮＥＳ　ボーンズ　-骨は語る- シーズン5
- ザ・プロテクター/狙われる証人たち シーズン2（ピーター・アルパート）
- ターミネーター：サラ・コナー クロニクルズ シーズン2
- ＣＳＩ：９　科学捜査班
- グレイズ・アナトミー5
- ミディアム４　霊能者アリソン・デュボア
- ＮＵＭＢ３ＲＳ　ナンバーズ　～天才数学者の事件ファイル シーズン3
- ザ・ホワイトハウス7（ウィル・ベイリー副大統領首席補佐官）
- ザ・ホワイトハウス6（ウィル・ベイリー副大統領首席補佐官）
- ザ・ホワイトハウス5（ウィル・ベイリー副大統領首席補佐官）
- ハッピー・フライト（ランディ）
- ザ・ホワイトハウス4（ウィル・ベイリー広報部次長）
- スーパー・リッチと結婚する方法
- 多重人格
- ザ・シークレット・サービス（Agent Chavez）1993年9月15日公開